# Élections à la Junte générale de la principauté des Asturies
 (signalé en juillet 2025).
Si vous disposez d'ouvrages ou d'articles de référence ou si vous connaissez des sites web de qualité traitant du thème abordé ici, merci de compléter l'article en donnant les références utiles à sa vérifiabilité et en les liant à la section « Notes et références ».
- Archive Wikiwix
- Bing
- Cairn
- DuckDuckGo
- E. Universalis
- Gallica
- Google
- G. Books
- G. News
- G. Scholar
- Persée
- Qwant
- (zh) Baidu
- (ru) Yandex
- (wd) trouver des œuvres sur Wikidata

Les élections à la Junte générale de la principauté des Asturies (en espagnol : elecciones a la Junta General del Principado de Asturias) se tiennent tous les quatre ans, afin d'élire les députés à la Junte générale de la principauté des Asturies. Celle-ci se compose, actuellement, de 45 députés.

## Résumé
| Année | Participation | Hémicycle             | Parti en tête | Parti en tête    | Score   | Sièges  | Président | Président                 | Président |
| ----- | ------------- | --------------------- | ------------- | ---------------- | ------- | ------- | --------- | ------------------------- | --------- |
| 1983  | 65,04 %       |                       |               | Parti socialiste | 52,17 % | 26 / 45 |           | Pedro de Silva            | PSOE      |
| 1987  | 66,82 %       |                       |               | Parti socialiste | 39,33 % | 20 / 45 |           | Pedro de Silva            | PSOE      |
| 1991  | 59,10 %       |                       |               | Parti socialiste | 41,14 % | 21 / 45 |           | Juan Luis Rodríguez-Vigil | PSOE      |
| 1991  | 59,10 %       | Antonio Trevín (1993) |               | Parti socialiste | 41,14 % | 21 / 45 |           |                           | PSOE      |
| 1995  | 69,05 %       |                       |               | Parti populaire  | 42,50 % | 21 / 45 |           | Sergio Marqués            | PP        |
| 1995  | 69,05 %       | URAS                  |               | Parti populaire  | 42,50 % | 21 / 45 |           | Sergio Marqués            |           |
| 1999  | 63,62 %       |                       |               | Parti socialiste | 46,73 % | 24 / 45 |           | Vicente Álvarez Areces    | PSOE      |
| 2003  | 63,84 %       |                       |               | Parti socialiste | 41,43 % | 22 / 45 |           | Vicente Álvarez Areces    | PSOE      |
| 2007  | 61,59 %       |                       |               | Parti socialiste | 43,08 % | 21 / 45 |           | Vicente Álvarez Areces    | PSOE      |
| 2011  | 66,89 %       |                       |               | Parti socialiste | 30,72 % | 15 / 45 |           | Francisco Álvarez-Cascos  | FAC       |
| 2012  | 51,15 %       |                       |               | Parti socialiste | 32,56 % | 17 / 45 |           | Javier Fernández          | PSOE      |
| 2015  | 55,79 %       |                       |               | Parti socialiste | 26,99 % | 14 / 45 |           | Javier Fernández          | PSOE      |
| 2019  | 55,12 %       |                       |               | Parti socialiste | 35,26 % | 20 / 45 |           | Adrián Barbón             | PSOE      |
| 2023  | 56,85 %       |                       |               | Parti socialiste | 36,50 % | 19 / 45 |           | Adrián Barbón             | PSOE      |